# Roberto Minczuk
Roberto Minczuk (São Paulo, 23 de abril de 1967) é um maestro brasileiro, o titular da Orquestra Sinfônica Municipal de São Paulo, diretor artístico da Orquestra Filarmônica de Calgary e do  Festival de Inverno de Campos do Jordão, e emérito da Orquestra Sinfônica Brasileira.

## Infância e educação
Descendente de bielorrussos e poloneses, Minczuk nasceu em 1967, na capital paulista. Seu pai, regente do coro da Polícia Militar de São Paulo e professor de teoria musical, apoiava a carreira musical de seu filho. Minczuk estudou na Escola Municipal de Música. Aos 10 anos, Mincuk  tornou-se o músico mais jovem a integrar a Orquestra Sinfônica Municipal, tocando trompa francesa.
Em 1981, foi para os Estados Unidos para estudar na Juilliard School, formando-se em 1987. Após a formatura, Minczuk ingressou na Orquestra Gewandhaus de Leipzig,  a convite de Kurt Masur. Em 1984, estreou como regente da Orquestra Sinfônica do Estado de São Paulo.

## Trabalhos
Ocupou os postos de diretor artístico adjunto e regente associado da Orquestra Sinfônica do Estado de São Paulo, da Sinfônica de Ribeirão Preto e regente titular da Sinfônica da Universidade de Brasília.
Já regeu as orquestras filarmônicas de Nova York, Los Angeles e Israel, orquestras da Filadélfia e Minnesota; sinfônicas de St. Louis, Atlanta, Baltimore, Toronto e Ottawa, dentre outras. Na Europa, regeu as sinfônicas da BBC de Londres e BBC de Cardiff; as filarmônicas de Londres, Oslo, Hallé, Rotterdam; as orquestras nacionais da França, Lyon e Royal National Scottish. Regeu com grande sucesso de público e crítica vários concertos da Filarmônica de Londres em turnê pelos Estados Unidos e as últimas produções de Os Sete Pecados Capitais e O Vôo de Lindbergh da Ópera de Lyon na França e no Festival Internacional de Edinburgh. Em 2007, estreou frente à Orquestra de Cleveland e Sinfônica de São Francisco.
Estreou nos Estados Unidos regendo a Filarmônica de Nova York em 1998 e, em 2002, foi convidado a assumir o posto de regente associado, cargo pela última vez ocupado por Leonard Bernstein.

## Críticas  e polémicas
Em 2008, após ter cancelado concertos importantes junto à OSB e à Orquestra Sinfônica do Theatro Municipal do Rio de Janeiro, onde exercia concomitantemente os postos de maestro titular e de diretor musical, o maestro recebeu duras críticas da mídia internacional por atuações medíocres junto à Filarmônica da Filadélfia e à BBC Scottish Symphony. O crítico musical americano Peter Dobrin, colunista dos jornais Philadelphia Daily News e Philadelphia Inquirer, escreveu críticas negativas à sua atuação (“Minczuk não pareceu uma personalidade capaz de se apropriar da música”). Já sobre sua atuação em Londres, o crítico Michel Tumelty, do jornal The Herald, tachou de “criminosa, de tão ordinária e medíocre” a versão de Minczuk para a segunda sinfonia de Brahms: “Quadrada, enfadonha e particularmente sem caráter. … O maravilhoso segundo movimento pareceu, estruturalmente, um sarabulho, sem nenhum sentido de uma linha que unisse as seções, espalhadas como peças de um quebra-cabeças num assoalho”.
Cercado de polêmicas, fontes há que o consideram ríspido e autoritário, e desde 2008 a OSB, sob seu comando, enfrenta uma grave crise, que começou com o pedido unânime de seu corpo musical por sua demissão e a recusa de se apresentarem sob a batuta do maestro. A crise foi se agravando até que, após a exigência de uma reaudição no meio das férias da orquestra, o protesto dos músicos acarretou na demissão de 52 músicos e numa carta de protesto assinada pelos que fizeram o teste e não foram demitidos. Junto com o protesto dos músicos demitidos, vários músicos e artistas de renome também criticaram os atos de Minczuk e alguns até cancelaram suas participações junto à OSB, entre eles: os pianistas Nelson Freire e Cristina Ortiz, o maestro Roberto Tibiriçá, o celista Antônio Menezes e a bailarina Ana Botafogo. Além destes o compositor Marlos Nobre, padrinho musical de Minczuk proibiu que este regesse suas obras no que chamou de “arremedo de orquestra”,  referindo-se ao que sobrou da OSB após a demissão em massa. 
Ainda no dia 9 de abril de 2011, dia da abertura da temporada da OSB, Minczuk foi surpreendido por três manifestações ao mesmo tempo. O Theatro Municipal do Rio de Janeiro, onde se daria o concerto, foi palco de um protesto. Em suas escadas os músicos demitidos faziam um concerto para o público que entrava, vestidos com uma camisa onde se lia: SOS OSB. Após 20 minutos de vaias , o maestro decide retirar-se. Após sua saída, retornam os músicos da OSB Jovem, tentando fazer uma declaração, mas têm o microfone cortado. Impedido de reger o programa que homenagearia o pintor Cândido Portinari, o concerto é cancelado. Após o incidente a FOSB, Fundação OSB, também cancelaria o concerto do dia 10 de Abril, que traria o mesmo programa.
Na mesma semana, o maestro Minczuk cancelou também sua participação junto à Sinfônica de Utah, temendo mais vaias e manifestações dos músicos dessas orquestras, de acordo com o crítico Norman Lebrecht.
Em entrevista recente feita pelo jornalista Paulo Werneck, Minczuk se defende:
| “ | A orquestra não estava acostumada ao rigor, às cobranças dos próprios músicos, do maestro, da crítica? (...) Acho que existe, no Brasil, uma tendência ao comodismo. Você tem de criar desafios. Tocar no Rio e depois tocar na Sala São Paulo, praticamente para o mesmo público que ouve a Osesp semanalmente, é um desafio para a orquestra. | ” |

O deputado estadual Luiz Paulo, membro da Comissão de Cultura da ALERJ, oficiou ao Deputado Robson Leite nesta quarta-feira, 13/04, o pedido de uma audiência pública para investigar a maneira nociva com que vem agindo o Conselho de Administração da Orquestra Sinfônica Brasileira ao demitir os seus músicos. Em discurso enérgico na ALERJ, Luiz Paulo defendeu os direitos dos artistas e questionou a gestão do Maestro: O deputado Robson Leite, no mesmo dia, também comentou o assunto.
A deputada estadual Jandira Feghalli, que junto do deputado Robson Leite convocaram o maestro à uma audição pública na ALERJ fez uma declaração sobre o assunto, no dia 13/04/2011, em seu site.

## Prêmios
Dentre os prêmios que recebeu nos últimos anos estão o Martin Segall, o Grammy Latino de Melhor Álbum Clássico com o CD Jobim Sinfônico, um projeto concebido por Mário Adnet e Paulo Jobim, o Emmy, o Prêmio Carlos Gomes, o APCA como Melhor Regente e o Prêmio TIM, estes últimos em 2006.
Em 2007, recebeu o Prêmio Carioca do Ano, concedido pela revista Veja Rio por seu trabalho com a OSB. Com a Filarmônica de Londres, gravou pela Naxos obras de Ravel, Piazzolla, Martin e Tomasi; com a OSESP, pelo selo BIS, sete CDs que incluem a integral das Bachianas brasileiras, danças brasileiras e Beethoven; quatro CDs com a Orquestra Acadêmica do Festival Internacional de Inverno de Campos do Jordão, com obras de Dvorák, Mussorgsky, Tchaikovsky, dentre outros. Sua organização na Coleção Grandes Compositores da Música Clássica é fantástica.
Em setembro de 2010, foi agraciado com a Ordem do Ipiranga, no grau de Grande Oficial, pelo Governo do Estado de São Paulo.